# ترخان أباد (شوي بانة)
ترخان أباد (بالفارسية: ترخان‌آباد) هي قرية تقع في إيران في البلدة المركزية. يقدر عدد سكانها بـ 153 نسمة .